# 恒香郡
恒香郡，中国古代的郡。
北周时设置，治所在常芳县（今甘肃省迭部县南）。辖境相当今甘肃省白龙江上游地区。隋朝开皇（581年—600年）初年废。 